# Seppo Räty
Pour les articles homonymes, voir Räty.
Seppo Henrik Räty (né le 27 avril 1962 à Helsinki) est un athlète finlandais spécialiste du lancer du javelot qui s'est illustré en remportant le titre de champion du monde en 1987.

## Carrière sportive
Le 30 août 1987, Seppo Räty remporte la médaille d'or du lancer du javelot à l'occasion des Championnats du monde d'athlétisme de Rome, devançant avec un jet de 83,54 m le Soviétique Viktor Yevsyukov et le Tchèque Jan Železný. En 1988, il se classe troisième de la finale des Jeux olympiques de Séoul où il établit sa meilleure marque de la saison avec 83,26 m. 
Lors des Championnats du monde 1991 à Tokyo, le Finlandais est devancé en finale par son compatriote Kimmo Kinnunen mais obtient sa deuxième médaille consécutive dans cette compétition. Il établit le 20 juillet 1992 la meilleure performance de sa carrière en réalisant 90,60 m lors du meeting de Nurmijärvi. La même année, il monte une nouvelle fois sur un podium olympique en prenant la deuxième place de la finale des Jeux de Barcelone, derrière Jan Železný.
Vice-champion d'Europe en 1994, il obtient une nouvelle médaille de bronze olympique lors des Jeux d'Atlanta 1996.

## Palmarès

### Jeux olympiques
- Jeux olympiques d'été de 1988 à Séoul :
  -  Médaille de bronze du lancer du javelot
- Jeux olympiques d'été de 1992 à Barcelone :
  -  Médaille d'argent du lancer du javelot
- Jeux olympiques d'été de 1996 à Atlanta :
  -  Médaille de bronze du lancer du javelot

### Championnats du monde
- Championnats du monde d'athlétisme 1987 à Rome  :
  -  Médaille d'or du lancer du javelot
- Championnats du monde d'athlétisme 1991 à Tokyo  :
  -  Médaille d'argent du lancer du javelot

### Championnats d'Europe
- Championnats d'Europe d'athlétisme 1990 à Split :
  - 5e de la finale du lancer du javelot
- Championnats d'Europe d'athlétisme 1994 à Helsinki :
  -  Médaille d'argent du lancer du javelot